# Hollywood Records

Logo

Hollywood Records is een muzieklabel van The Walt Disney Company. Hollywood Records richt zich op popmuziek voor en door tieners. Het brengt ook veel soundtracks uit van films gemaakt door Walt Disney Pictures, zoals High School Musical. Samen met Lyric Street Records, Mammoth Records en Walt Disney Records vormen zij de Buena Vista Music Group.

## Artiesten
Artiesten bij Hollywood Records (de meeste alleen in de VS en Canada) zijn onder andere Queen, Ashley Tisdale Los Lobos, Indigo Girls, Aly & AJ, Raven-Symoné, Breaking Benjamin, Atreyu, The Cheetah Girls, Elefant, Hilary Duff, Jesse McCartney, Jordan Pruitt, Plain White T's, Regis Philbin, Sparta, Vanessa Hudgens,  Corbin Bleu, Hayden Panettiere, Selena Gomez, Demi Lovato, Alyson Stoner, Zendaya Coleman, R5, Bella Thorne, Sabrina Carpenter, Martina Stoessel, Jorge Blanco 